# Correbidia germana
Correbidia germana là một loài bướm đêm thuộc phân họ Arctiinae, họ Erebidae.